# 1804年2月11日日食
1804年2月11日日食为一次在协调世界时1804年2月11日出現的全環食。該次日食食分為1.0000，食甚維持0分0秒。

## 概述
這次日食的食分是1.0000，全環食維持0分0秒。

## 基本參數
- 類型：全環食
- 食甚資料：
  - 日期：1804年2月11日
  - 時間：11時16分33秒
  - 地點：27N 4W
  - 食分：1.0000
  - 日全環食持續時間：0分0秒

## 外部連結
- NASA日食專頁（页面存档备份，存于）（英文）